# Maria Johansson (musiker)

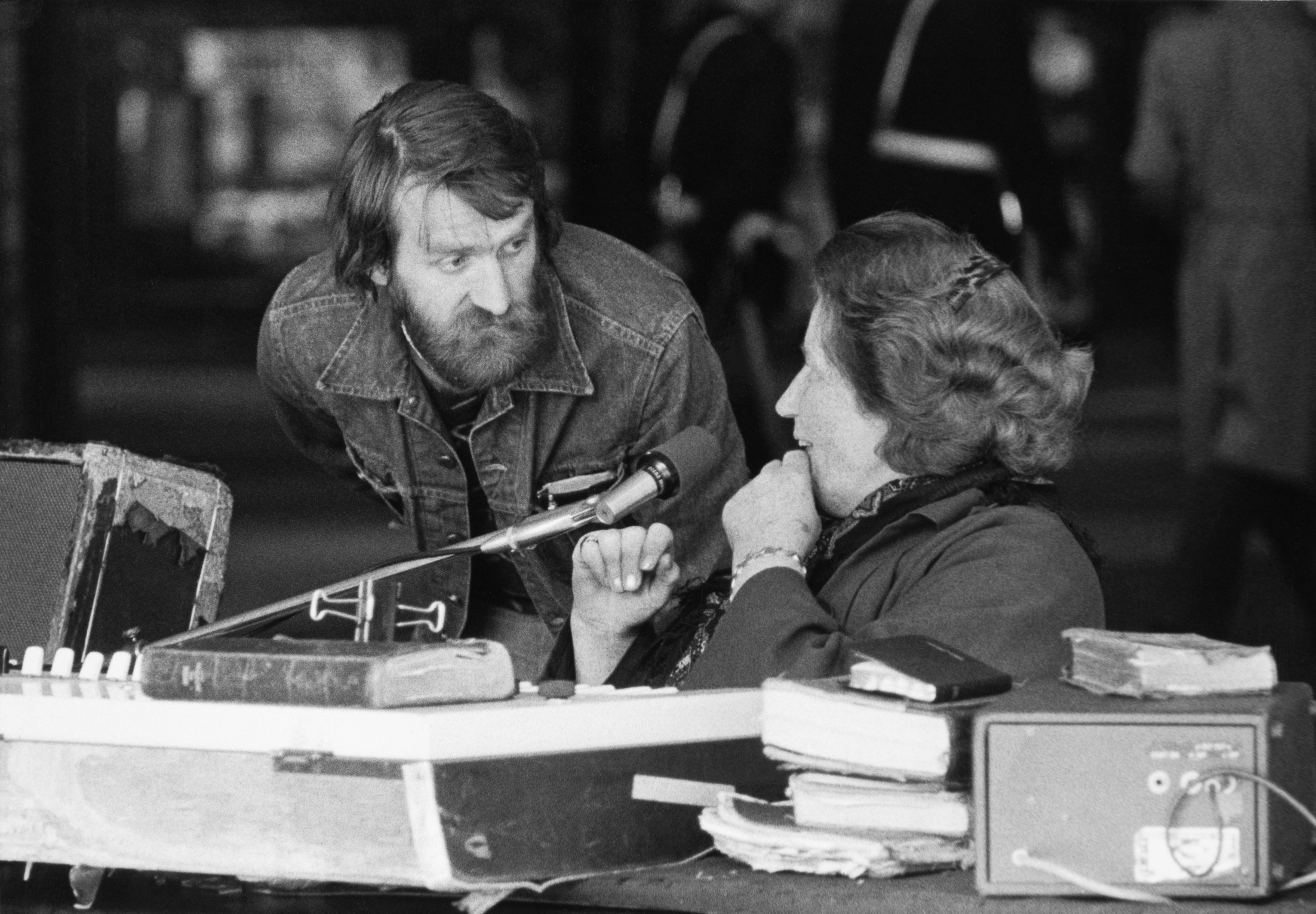
Maria Johansson 1972.

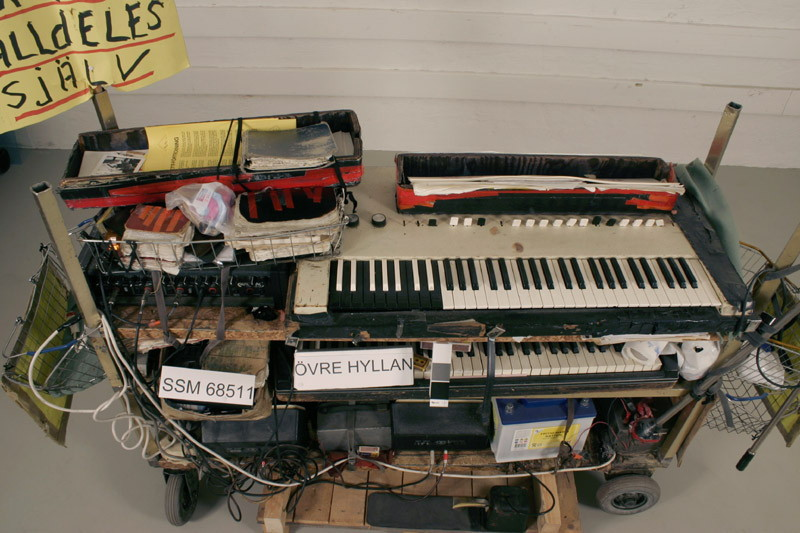
Marias elorgel på Stadsmuseet.

Hedvig Maria Johansson, född Farwall 5 mars 1918 i Ånimskogs församling i Älvsborgs län, död 6 november 2002 i Hägerstens församling i Stockholm, var en svensk gatumissionär som bland annat bedrev "Marias enmansorkester".

## Biografi
Maria Johansson var uppväxt i ett kristet hem, och hennes far var pastor i en frikyrka. Sedan 1972 satt hon så gott som dagligen på Sergelarkaden vid Sergels torg i Stockholm, spelade elorgel och sjöng kristna sånger. Hennes repertoar innehöll främst läsarsånger och sånger från den frikyrkliga sfären, men även psalmer och sånger hon skrivit själv. Hon sålde sina egna LP-skivor och musikkassetter, och delade ut hemgjorda smörgåsar till behövande.
Orgeln var inbyggd i en motoriserad vagn som hon själv hade gjort. Förutom två elpianon, förstärkare, högtalare och mikrofon var vagnen försedd med plakat samt skrifter och inspelade musikkassetter för försäljning. Orgeln och materialet skänktes av hennes make till Stockholms stadsmuseum efter hennes död.
Själv kallade hon sin verksamhet gatumission. På grund av sjukdom kunde hon inte vara på Sergels torg och spela den dag som skulle varit hennes 30-årsjubileum, 4 september 2002. Några månader senare avled hon i cancer, 84 år gammal. Hon är begravd på Skogskyrkogården i Stockholm.
Maria Johansson medverkar i långfilmen Otobüs/Bussen (1975) som Marias enmansorkester på Sergels torg.
Maria Johanssons elorgel finns numera i samlingarna av Stadsmuseet i Stockholm.
Johansson skildras i Birger Normans dikt "Titanica", utgiven i samlingen Medan sommaren ännu är sommar (1979).